# Mitchell van Bergen
Mitchell van Bergen (* 27. August 1999 in Oss) ist ein niederländischer Fußballspieler, der seit August 2023 beim FC Twente Enschede unter Vertrag steht. Der Flügelspieler war niederländischer Jugendnationalspieler.

## Karriere

### Verein
Der in Oss geborene Mitchell van Bergen begann seine fußballerische Ausbildung beim RKSV Margriet, bevor er sich 2007 der Nachwuchsabteilung von Willem II Tilburg anschloss. Im Juli 2015 wechselte er zu Vitesse Arnheim, wo er einen Dreijahresvertrag unterzeichnete. Am 18. Dezember 2015 (17. Spieltag) bestritt er beim 5:1-Heimsieg gegen den FC Twente Enschede mit 16 Jahren sein Debüt in der höchsten niederländischen Spielklasse, als er in der 86. Spielminute für Milot Rashica eingewechselt wurde. Dies blieb sein einziger Einsatz für die erste Mannschaft in dieser Saison 2015/16, in der er hauptsächlich für die U19 und U21 zum Einsatz kam. In der folgenden Spielzeit 2016/17 wurde er von Cheftrainer Henk Fraser bereits regelmäßig als Einwechselspieler eingesetzt. Am 27. Januar 2017 unterschrieb van Bergen einen neuen Dreieinhalbjahresvertrag bei Vitas. In dieser Saison absolvierte er 17 Ligaspiele für die erste Mannschaft, in denen er drei Tore vorbereiten konnte. In der nächsten Spielzeit 2017/18 kam er nur in 10 Ligaspielen zum Einsatz, in denen er zwei Torvorlagen sammeln konnte.
Nachdem er in der Saison 2018/19 bereits drei Ligaspiele für Vitesse bestritten hatte, wechselte er am 31. August 2018 zum Ligakonkurrenten SC Heerenveen, wo er mit einem Vierjahresvertrag ausgestattet wurde. Bereits am nächsten Tag wurde er beim 1:1-Unentschieden gegen den VVV-Venlo in der 75. Spielminute für Michel Vlap eingewechselt. Bei den Superfriezen gelang ihm rasch der Durchbruch in die Startformation. Seine ersten beiden Tore in der Eredivisie erzielte er am 8. Dezember (15. Spieltag) beim 5:1-Auswärtssieg gegen Willem II Tilburg. In dieser Spielzeit 2018/19 konnte er in 33 Ligaeinsätzen sieben Tore und zwei Vorlagen verbuchen. In der aufgrund der COVID-19-Pandemie verkürzten Saison 2019/20 machte er in 25 Ligaspielen fünf Tore und vier Vorlagen. Dabei schaffte es der rechte Flügelspieler vor allem mit seiner Schnelligkeit und seinem taktischen Verständnis in der jungen Mannschaft von Cheftrainer Johnny Jansen zu überzeugen.
Ende August 2021 wechselte er zum französischen Erstligisten Stade Reims. Zum Ende der Saison 2022/23 hatte er mit Verletzungen zu tun und spielte nur an den ersten zwei Spieltagen komplett durch. 2023/24 wechselte er zum FC Twente Enschede zurück in sein Heimatland.

### Nationalmannschaft
Zwischen September 2015 und März 2016 bestritt Mitchell van Bergen fünf Länderspiele für die niederländische U17-Nationalmannschaft. Anschließend war bis März 2017 in sechs Spielen der U19 im Einsatz. Im November 2018 bestritt er ein Länderspiel für die U20. Seit Mai 2019 ist er niederländischer U21-Nationalspieler.

## Erfolge
Vitesse Arnheim
- Niederländischer Pokalsieger: 2016/17